# Clantstate
De Clantstate, ook Herckemaheerd, Herckemastins of Ausburgh genoemd, was een state aan noordzijde van Augsbuurt (Lutjewoude) in de huidige gemeente Noardeast-Fryslân in de Nederlandse provincie Friesland. 
De naam Augsburgh verwijst naar de naam van het dorp. In 1536 wordt het genoemd als Heerckema heert en to Herckema, waarbij Herckema tevens het eerst bekende geslacht van eigenaren vormt. De naam Clant verwijst naar de familie Clant die de state tussen 1536 en 1570 bezat.

## Terrein
Het terrein waar de stins gestaan heeft is nog herkenbaar in het landschap en wordt nu gebruikt als grasland. Ten oosten ervan is boerderij Clantstate gebouwd. De oprijlaan komt uit bij de kerk van Augsbuurt. Vroeger vormden de state en de bebouwing van Augsbuurt een geheel.
In 1718 vormden de percelen ten noordwesten van het stateterrein ook onderdeel van het terrein en waren deze percelen bij de bocht in de Stroobosser Trekvaart omringd door boomsingels. Op de kadastrale minuut van 1823 en de topografische kaart van 1854 zijn de omgrachte terreinen van de state en de voorhof en de ten westen en zuiden ervan gelegen buitenhof nog onderscheidbaar op de kaart. Later zijn de gracht rondom de buitenhof en de gracht tussen de voorhof en het stateterrein dichtgegooid.

## Geschiedenis

### 15e en 16e eeuw
De stins of state wordt voor het eerst zonder naam genoemd in 1463 en was toen eigendom van de Herckema's, een klein geslacht van hoofdelingen. In 1463 trad ene Hedde Harkumma op als getuige in Kollumerland en het wordt dan ook voor mogelijk gehouden dat deze op de state heeft gewoond. Tevens is een 15e-eeuwse zilveren zegelstempel van ene Sicco Harcuma gevonden in Kollum. De kinderen van ene Sicke Herckema (mogelijk dezelfde als Sicco) behoorden in 1505 tot de edelingen van Kollumerland. Rond 1503 werd een van deze kinderen genaamd Herka veroordeeld wegens het toebrengen van een verwonding. In 1536 verkocht Hilcke Herckema "Heerckema heele heert ... als steenhuys myt dat sael ende andere huysen, nu staende to Herckema in Lutkewolde" aan de van oorsprong Groningse jonker Claes Clant. Deze was vanaf 1516 grietman van Nieuwkruisland en van 1539 tot 1562 ook van Kollumerland. Zijn aankoop heeft te maken met zijn huwelijk met Anna Harckema (kleindochter van Sicco Harcuma) en diende om het goed in de familie te houden.
In 1572 verkochten de kinderen  't huys, hoff, lanckhuys, hiem, graft, singel en inboedel met 31 pm land in Augsbuur met twee ernaast gelegen saten land, samen 115 pm [ruim 42 ha], en een sate aan de Kollumerlaan aan Schelte Scheltema, die getrouwd was met Ursel van Harckema. Ook hier was de verkoop bedoeld om het goed voor de familie te behouden. De beide echtelieden gingen er namelijk niet wonen, maar verhuurden het aan de zoon van Claes en Anna; Sicke Clant: Dit blijkt uit een stuk uit 1581, waarin sprake is van achterstallige huur van Sicke en zijn vrouw. Later werd het huis bewoond door de dochter van Schelte; Tieth, die trouwde met Wybren Roorda uit Genum. Weer later bewoonden hun zoon Syds en zijn vrouw Luts van Scheltema het huis. 

### 17e en 18e eeuw
In 1617 werd de Clantstate beschreven als een "blaeuhuys ende andere camers en achterhuysinge met het lantsatehuys over het diept". In 1622 noemde Winsemius de Clantstate als zijnde een adellijk huis.
In 1640 blijkt het goed eigendom te zijn van de broers Wopcke, Syds en Wybren Roorda. De laatste bewoonde later samen met zijn vrouw Johanna van Mauderick de state. Later wist zijn broer Syds Roorda, die er ook een tijdlang woonde, het volledige eigendom te verkrijgen: In 1667 verkocht hij namelijk de Clant-state en saete, die toen nog een omvang had van 32 pondemaat (een kleine 12 ha), voor de som van 10.300 Carolusguldens aan Frans van Scheltema uit Bornwerd (van 'Scheltama-sloth'). 14 jaar eerder, in 1653, was zijn zoon Feijo van Scheltema namelijk grietman van Kollumerland geworden en klaarblijkelijk woonden hij en zijn vouw Lucia van Aylva daarvoor al op Clantstate; mogelijk woonden ze toen in bij Syds Roorda.
Op 11 november 1666 overleed Feijo aan de pest. Hij werd als grietman opgevolgd door Epe van Aylva; een aanverwant van zijn weduwe. Zijn weduwe hertrouwde vervolgens met Epo, die vervolgens ook op de state kwam wonen. Door zijn huwelijk verwierf hij 6/16e deel van de state: De rest bleef in handen van de kleinkinderen van Feijo van Scheltema. In 1718 overleed Lucia en in 1720 ook Epo. 1/6e deel van de state werd vervolgens eigendom van hun zoon Douwe Feyo van Aylva, die op de state ging wonen. Hij volgde zijn vader op als grietman. In deze periode maakte Stellingwerff in 1723 een tekening van de state. Als deze tekening op waarheid berust is de Clantstate in de tweede helft van de 17e eeuw verbouwd tot een classicistisch huis met pilasters en een Vlaamse topgevel. In 1725 overleed Douwe Feyo ongehuwd.
In 1728 was de state voor 11/16e deel eigendom van Juliana Dorothea, de zus van Douwe Feyo. De andere 5/16e deel was klaarblijkelijk verkocht, want het was toen in handen van de erfgenamen van Ernst Mockema van Harinxma toe Slooten. Juliana (die toen reeds weduwe was van Willem Frederik baron van Schratenbach) bewoonde huize 'Ausburch' waarschijnlijk zelf niet, maar haar dochter Barbara Elisabeth de Coninck (geboren Schratenbach) woonde er wel samen met haar man Justus Zeino Abel de Coninck, die ook het Huis te Peize bezat. Feijo Idsert van Harinxma verkocht in 1739 het 5/16e deel van de Clantstate aan het echtpaar. In 1742 overleed Justus Zeino Abel de Coninck en ging zijn oudste zoon Justus Bartholomeus wonen op Clantstate. Zijn verblijf op de state duurde echter maar kort, want in 1748 verhuisde hij terug naar het Huis te Peize. Het eigendom van de state was verdeeld over de beide zonen van Justus Zeino Abel. In 1747 was echter Justus Bartholomeus' broer Willem Frederik overleden en Justus Bartholomeus was zijn erfgenaam. Daarop besloot deze om de Heerlijke Heren huisinge met zijn hovinge en singels en de daarbij horende zathen en landen na zijn vertrek in 1748 te verkopen aan Cornelis van Scheltinga uit Kollum. Het resterende niet verkochte deel van de Clantstate werd hetzelfde jaar verkocht aan de broer van de overleden Epo van Aylva; Willem Frederik van Heemstra van Schratenbach. Cornelis van Scheltema liet de Clantstate in 1757 op afbraak verkopen. In dezelfde periode dat de Clantstate werd afgebroken werd een boerderij gebouwd aan oostzijde van het terrein waar daarvoor de state had gestaan. Deze boerderij kreeg eveneens de naam Clantstate.